# Buči
Bučí är en ort i Tjeckien.   Den ligger i regionen Plzeň, i den västra delen av landet, 80 km väster om huvudstaden Prag. Bučí ligger 425 meter över havet och antalet invånare är 137.
Terrängen runt Bučí är platt åt sydost, men åt nordväst är den kuperad. Runt Bučí är det ganska tätbefolkat, med 248 invånare per kvadratkilometer. Närmaste större samhälle är Plzeň, 16,2 km söder om Bučí. I omgivningarna runt Bučí växer i huvudsak blandskog.